# Botswanské letecké křídlo
Letecké křídlo Botswanských obranných sil (anglicky Botswana Defence Force Air Wing) je letecká složka ozbrojených sil Botswany. 

## Historie

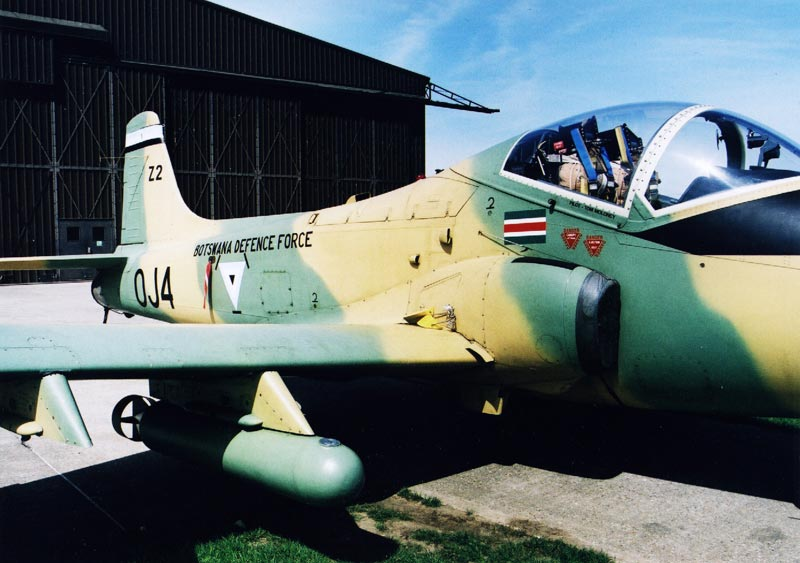
BAC Strikemaster ve zbarvení letectva Botswany.

9. srpna 1979 došlo k sestřelu botswanského letounu Britten-Norman Defender vrtulníkem Alouette III Rhodesian Air Force.

## Organizace
Jeho perutě jsou označeny písmenem Z následovaným číslicí. Hlavní letecká základna se nachází na mezinárodním letišti Gaborone.

## Přehled letecké techniky
Tabulka obsahuje přehled letecké techniky ozbrojených sil Botswany podle Flightglobal.com.
| Název                          | Fotografie     | Původ              | Určení                            | Verze              | V aktivní službě | Poznámky                                  |                |
| Bojové letouny                 | Bojové letouny | Bojové letouny     | Bojové letouny                    | Bojové letouny     | Bojové letouny   | Bojové letouny                            | Bojové letouny |
| ------------------------------ | -------------- | ------------------ | --------------------------------- | ------------------ | ---------------- | ----------------------------------------- | -------------- |
| Canadair CF-5                  |                | Kanada             | stíhací letoundvoumístný letoun   | BF-5ABF-5D         | 103              | Licenční varianta amerického Northrop F-5 |                |
| Dopravní a transportní letouny |                |                    |                                   |                    |                  |                                           |                |
| Beechcraft Super King Air      |                | USA                | lehký dopravní letoun             | Super King Air 200 | 1                |                                           |                |
| Britten-Norman Islander        |                | Spojené království | užitkový/lehký transportní letoun | BN-2B Defender     | 1                |                                           |                |
| CASA C-212 Aviocar             |                | Španělsko          | transportní letoun                | C-212-300          | 2                |                                           |                |
| CASA CN-235                    |                | Evropská unie      | taktický transportní letoun       | CN-235M-100        | 2                |                                           |                |
| Lockheed C-130 Hercules        |                | USA                | transportní letoun                | C-130B             | 3                |                                           |                |
| Vrtulníky                      |                |                    |                                   |                    |                  |                                           |                |
| Aérospatiale AS350             |                | Francie            | lehký užitkový vrtulník           | AS350B Écureuil    | 10               |                                           |                |
| Bell 412                       |                | USA                | víceúčelový vrtulník              | Bell 412EP/SP      | 6                |                                           |                |
| Cvičná letadla                 |                |                    |                                   |                    |                  |                                           |                |
| Pilatus PC-7                   |                | Švýcarsko          | cvičný letoun                     | PC-7 Mk.II         | 5                |                                           |                |